# Гандхари (Махабхарата)
Гандхари (санскр. गांधारी, IAST: gāṃdhārī) — героиня древнеиндийского эпоса «Махабхарата», дочь Субалы, царя Гандхары (региона, охватывающего северо-западный Пакистан и восточный Афганистан), сестра Шакуни. Гандхари была замужем за Дхритараштрой, старейшем правителем царства Куру.

## Повествование
Гандхари добровольно завязала себе глаза на время, пока она была замужем: её муж Дхритараштра от рождения был слеп, и при встрече с ним, узнав об этом, она сама решила лишить себя возможности видеть, как и её супруг.
Гандхари родила сто сыновей (известных как Кауравы) и одну дочь Духшалу, которая вышла замуж за Джаядратху. Кауравы, в частности Дурьодхана и Духшасана, были отрицательными персонажами в «Махабхарате», и в конце концов они были убиты их двоюродными братьями Пандавами в битве на Курукшетре.
Несмотря на то, что сыновья Гандхари изображались злодеями, ей самой «Махабхарата» приписывает высокие моральные качества. Множество раз она просила своих сыновей следовать дхарме и помириться с Пандавами. Гандхари была особенно близка с Кунти, которая уважала её, как старшую сестру.
Гандхари была преданной Господа Шивы. Благодаря принесению в жертву своего зрения и своей аскетичной жизни, она получила особую силу. Во время оплакивания павших героев на Курукшетре Гандхари среди растерзанных тел встречает выживших Кришну и Пандавов. Страдая от потери ста своих сыновей, зятя, брата и племянников и считая, что это произошло попустительством Кришны (который мог предотвратить войну, но не стал) Гандхари прокляла его и всех ядавов, обрекая ядавов на взаимное истребление, а Кришну — на «непочтенную» смерть. Через тридцать шесть лет проклятие старой царицы исполнилось. Также во время оплакивания Юдхиштхира со словами покаяния приблизился к царице и в поклоне коснулся её стоп. Гандхари увидела сквозь щель в глазной повязке ноги Юдхиштхиры, и из-за её мощи и гнева испортились ногти, красотой которых славился Юдхиштхира, а перепуганные Пандавы, страшась её аскетической силы, попрятались один за другого.
После пятнадцати лет жительства в столице при победивших Пандавах, Гандхари с Дхритараштрой и Кунти приняла отшельнический обет и удалилась в лес. Гандхари закончила свою жизнь вместе со своим мужем и Кунти в Гималаях, где они погибли в лесном пожаре, произошедшем от священных огней.